# 國防核設施安全委員會

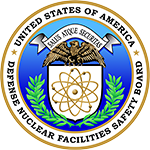
國防核設施安全委員會徽章

美国国防核设施安全委员会（英語：Defense Nuclear Facilities Safety Board，縮寫：DNFSB） 是美国国会于1988年成立的美國政府獨立機構，總部設在華盛頓哥倫比亞特區，该机构负责对美国能源部管理的国防核设施及其活动进行技术安全监督，以维护公众健康、安全。
1989年10月，该机构正式开始运作。
美国国防核设施安全委员会获国会授权，可直接向美国能源部部长提交建议书，同时该机构还每年需向美国国会提交年度报告。

## 机构设置
美国国防核设施安全委员会由五名德高望重的核安全专家担任全职委员、履行领导职责，其全职委员的产生需经过美国总统提名、美国参议院同意方可上任，任期五年，其中两名全职委员会担任委员会的主席、副主席职务。

## 职能
美国国防核设施安全委员会的职能：
- 审评美国能源部的国防核设施。
- 调查美国能源部的国防核设施内的公共安全的事件。
- 分析美国能源部的国防核设施的设计数据、运行数据。
- 审评美国能源部的新国防核设施的设计与建设方案。
- 向美国能源部部长提交关于国防核设施的公共健康与安全的建议书。

## 履职
截至2005年9月30日，美国国防核设施安全委员会派出11名代表驻派于美国能源部下辖管理的潘德克斯工厂、汉福德场区、萨凡纳河场区、Y-12国家安全中心、洛斯阿拉莫斯国家实验室和劳伦斯利弗莫尔国家实验室。同年，该委员会拥有100名全职人员，2005年度预算为2010万美元，由美国国会负责对其拨款。

## 外部連結
- 美国国防核设施安全委员会官方网站 （页面存档备份，存于）
- 董事會部門代表 （页面存档备份，存于）